# Just Gold
Just Gold er en amerikansk stumfilm fra 1913 af D. W. Griffith.

## Medvirkende
- Lionel Barrymore
- Alfred Paget
- Charles West
- Joseph McDermott
- Kate Bruce